# Jan Neefjes
J.W.P.M. (Jan) Neefjes (Hoorn, 6 september 1961) is een Nederlands historisch geograaf en auteur van boeken over aspecten van dit vakgebied. 

## Biografie
Jan Neefjes studeerde bodemkunde aan Wageningen Universiteit (nu Wageningen University), waarbij hij afstudeerde in de vakken historische geografie, planologie, geomorfologie en wijsbegeerte (over waardering van landschap). Na zijn studie werkte hij als planoloog bij Nieuwland Advies in Wageningen. In 1998 startte hij, samen met Hans Bleumink, het adviesbureau Overland. Neefjes specialiseerde zich daar in het toegankelijk maken van cultuurhistorische informatie voor een breed publiek en het benutten van cultureel erfgoed in het ruimtelijk beleid. Vanuit die positie heeft hij meerdere boeken bij bekende uitgeverijen als Matrijs en Waanders op zijn naam staan met betrekking tot het historisch cultuurlandschap, en daarmee is hij een vooraanstaand auteur binnen dit wetenschappelijke domein. 

## Kroondomein
Met collega Hans Bleumink schreef hij het boek Kroondomein Het Loo (uitgeverij Matrijs, 2010), het eerste overzichtswerk over de geschiedenis van het Kroondomein, het grootste landgoed van Nederland. Het boek behandelt de rol die de Oranjes sinds 1684 spelen bij de inrichting van dit deel van de Veluwe en over hun bemoeienis met de Veluwe als jachtgebied. Ook de complexe eigendomsgeschiedenis en de huidige eigendomssituatie, zoals sinds 1971 geregeld in de Wet op het Kroondomein en de Wet Financieel Statuut van het Koninklijk Huis, wordt in het boek uitgelegd. Het boek werd in 2011 vertaald in het Engels (Het Loo Royal Estate, uitgeverij Matrijs).

## Vecht
In samenwerking met onder anderen de Rijksdienst voor het Cultureel Erfgoed en de Rijksuniversiteit Groningen schreef en redigeerde Jan Neefjes de Cultuurhistorische Atlas van de Vecht (uitgeverij WBOOKS, 2011). De atlas geeft als eerste in zijn soort een totaaloverzicht van de landschapsgeschiedenis van een Nederlandse rivier.

## Inventarisaties
Cultuurhistorische inventarisaties die Jan Neefjes (in samenwerking met bureaus als RAAP Archeologisch Adviesbureau en Van Meijel Adviseurs) verrichtte voor gemeenten en terreinbeheerders zijn vanwege het interdisciplinaire karakter en de samenwerking met streekkenners door de Rijksdienst voor het Cultureel Erfgoed bestempeld als goede voorbeelden in de Handreiking Erfgoed en Ruimte. Dat geldt voor de Cultuurhistorische Atlas Winterswijk en de Cultuurhistorische Waardenkaart Ede. De studie over het kustgebied Meijendel en Berkheide, leidde tot een convenant over erfgoed in het duingebied tussen Rijk, gemeenten Den Haag, Wassenaar en Katwijk, Staatsbosbeheer en waterwinbedrijf Dunea.

## Histland
Jan Neefjes ontwikkelde samen met Alterra het historisch-geografisch GIS Histland, een van de grote landelijke classificatiesystemen van historisch landschap. Overland werkte het systeem tot in groot detail uit op provinciale en plaatselijke schaal en breidde het uit met modules voor waardering en ruimtelijke ontwikkelingsrichtingen.  